# Erling Skakke
Erling Skakke, född omkring 1115 död 18 juni 1179, var en norsk adelsman och korsfarare. Mellan 1152 och 1155 seglade han runt om i medelhavet under Erlend Haraldssons befäl. Först seglade de till det heliga landet, sedan till Konstantinopel och till sist besökte han Rom. Under en strid mot arabiska krigare på Sicilien högg en arab Skakke i nacken med ett svärd. Detta gjorde att hans huvud från och med då alltid lutade åt ena hållet ("skakke" betyder "lutande" på norska).
Skakke hade en son tillsammans med sin fru Kristin Sigurdsdotter (Sigurd Jorsalafarares dotter), Magnus Erlingsson, som han lyckades få utnämnd till Norges konung år 1161 och krönt år 1163, vid den ringa åldern av sju år. Skakke själv utnämndes till jarl, och det var han som hade den verkliga makten.
När Sverre Sigurdsson tog över ledningen för de upproriska Birkebeinarna minskade Skakkes makt, och år 1179 stupade han under slaget vid Kalvskinnet, utanför nuvarande Trondheim i Norge, då omnämnt som Nidaros. Nyblivne kung Sverre ärade sin fallna motståndare genom att hålla ett tal i kyrkan under hans begravning.
Skakke var en talangfull man, men han var inte känd för sina ädla egenskaper. Han var hänsynslös, speciellt om det rörde sig om hans egen eller hans sons maktposition.
År 1164 grundade han Halsnøy kloster, ett kloster på Halsnøy i Hardangerfjorden.